# Cá nóc vằn
Cá nóc vằn, tên khoa học là Takifugu oblongus, là một loài cá biển thuộc chi Takifugu trong họ Cá nóc. Loài này được mô tả lần đầu tiên vào năm 1786.

## Từ nguyên
Tính từ định danh oblongus trong tiếng Latinh có nghĩa là "có hình thuôn", hàm ý đề cập đến cơ thể của loài cá này thuôn dài hơn so với Sphoeroides testudineus, đồng loại cùng chi của chúng vào thời điểm được mô tả.

## Phạm vi phân bố và môi trường sống
Từ Nam Phi, Madagascar và Réunion, cá nóc vằn T. oblongus được phân bố trải dài về phía đông đến Ấn Độ và toàn bộ khu vực Đông Nam Á, ngược lên phía bắc đến Nhật Bản, phía nam trải dài đến Úc.
Ngoài ra, cá nóc vằn đã được ghi nhận bổ sung ở nhiều địa điểm, bao gồm vịnh Ba Tư (ngoài khơi Iraq và Bandar-Abbas, Iran), vịnh Oman và bờ biển Pakistan.
Cá nóc vằn sống ở vùng biển có độ sâu đến ít nhất là 20 m, tuy nhiên loài này có thể được tìm thấy ở cả vùng nước lợ của rừng ngập mặn.

## Mô tả
Chiều dài cơ thể lớn nhất được ghi nhận ở cá nóc vằn T. oblongus là 40 cm. Loài này có màu nâu ở thân trên với nhiều vết đốm trắng, nửa thân dưới màu vàng nhạt/trắng; toàn thân phủ đầy gai nhỏ.
Số tia vây ở vây lưng: 12–14; Số tia vây ở vây hậu môn: 10–12.

## Cá độc
Ở Việt Nam, theo thống kê, đa phần những vụ ngộ độc cá nóc là do ăn phải cá nóc vằn T. oblongus, cá nóc đầu thỏ chấm tròn (Lagocephalus sceleratus) và cá nóc chấm cam (Torquigener gloerfelti).
Vào năm 2002, một vụ ngộ độc cá nóc vằn đã xảy ra ở huyện Khulna (Bangladesh). Tổng cộng có 36 nạn nhân bị ngộ độc, trong đó có 7 người tử vong. Các nạn nhân gặp tình trạng khó thở, tê môi, liệt người và đau bụng, sau đó nôn mửa, đều là những triệu chứng có liên quan đến ngộ độc tetrodotoxin, dù chất độc thực sự gây ra vẫn chưa xác định được.
Ngoài tetrodotoxin, cá nóc vằn còn mang cả saxitoxin, một độc tố được sản xuất tự nhiên bởi một số loài tảo biển ngành Dinoflagellata và tảo lam nước ngọt.